# Gathering of Developers
Gathering of Developers (také God Games nebo Gathering) byla texaská vydavatelská společnost založená v lednu 1998, s cílem propojit vydavatele a nezávislé vývojáře her, která by umožňovala nezávislým vývojářům kontrolu nad jejich projekty, vlastnictví názvů značek a her a účast ve vydávání a marketingových rozhodnutích. Vývojáři byli často motivováni jejich předchozími špatnými zkušenostmi s vydavateli a frustrací, z jejich rozhodnutích. Proto se několik zkušených vývojářských společností spojilo do formy vydavatele, který je založen na vztahu vydavatele a vývojáře. Firma se později stala dceřinou společností Take-Two Interactive. První vlna vydaných her zahrnovala Railroad Tycoon II, Nocturne, Darkstone, Age of Wonders a Fly!. Společnost později expandovala na konzolový trh.
Take-Two Interactive získalo společnost v květnu 2000 a potom se neúspěšně pokoušelo řídit společnost, založenou v Texasu, z jejich sídla v New Yorku. Zakladatelé a zaměstnanci z Gathering of Developers byli nešťastní z nedostatku svobody v G.O.D. a toho, že nebyla dodržována myšlenka férového jednání s vývojáři a vlastníky značek her. V květnu 2001 nečekaně zemřel zakladatel Doug Myers, který byl v té době pobízený ostatními partnery k rozdělení společnosti. Nakonec Take-Two převzala všechny operace a přejmenovala jednoduše společnost na Gathering a potom ji přetransformovala do vydavatele 2K Games.
Během herní E3 byla společnost G.O.D. známá svou extravagantností, nabízením barbecue zdarma, živou hudbou a pivem pro 10 000 návštěvníků E3.

## Zakládající vývojáři
- Ritual Entertainment
- Epic Games
- 3D Realms
- PopTop Software
- Terminal Reality
- Edge of Reality

## Zakládající jednotlivci
- Mike Wilson
- Harry A. Miller IV
- Rick Stults
- Doug Myres
- Jim Bloom
- Binu Philip
- J. Holt Foster, III

## Významné, vydané hry
- Age of Wonders série
- Destruction Derby: Arenas
- Fly! série
- Heavy Metal: F.A.K.K.²
- Hidden & Dangerous Deluxe
- Hidden & Dangerous 2
- Jazz Jackrabbit 2
- KISS: Psycho Circus: The Nightmare Child
- Mafia: The City of Lost Heaven
- Max Payne
- Nocturne
- Oni
- Railroad Tycoon II a III
- Rune
- Serious Sam
- Space Colony
- Stronghold
- Stronghold: Crusader
- The Blair Witch Project trilogii
- Tropico
- Tropico 2: Pirate Cove
- Vietcong (počítačová hra)